# 阿普勞
阿普勞（西班牙語：Aplao），是秘魯的城鎮，位於該國南部阿雷基帕大區，是卡斯蒂利亞省的首府，海拔高度617米，2005年人口4,747，居民主要使用奇楚瓦語和西班牙語。
16°05′S 72°30′W / 16.083°S 72.500°W